# Ellas hablan
Ellas hablan (título original en inglés: Women Talking) es una película dramática estadounidense, dirigida y escrita por Sarah Polley, basada en la novela homónima de la escritora Miriam Toews. La película está protagonizada por Rooney Mara, Claire Foy, Jessie Buckley, Judith Ivey, Ben Whishaw y Frances McDormand (quién también es productora de la película).
Proyectada por primera vez en el festival de cine de Telluride, el 3 de septiembre de 2022; tuvo un estreno limitado, el 23 de diciembre de 2022; antes de su estreno en las salas de cine en Estados Unidos, el 20 de enero de 2023. La película recibió elogios de los críticos, quienes alabaron el guion y la dirección de Polley, las actuaciones del elenco (en particular, Foy, Buckley y Whishaw) y la banda sonora. También fue nombrada una de las diez mejores películas de 2022 por la National Board of Review y el American Film Institute.

## Sinopsis
En 2010, ocho mujeres de una colonia menonita aislada en el oriente boliviano luchan por reconciliar la realidad de su fe después que se revela que los hombres de su comunidad drogaron y violaron a varias mujeres durante años.

## Reparto
- Rooney Mara como Ona Friesen
- Claire Foy como Salome Friesen
- Jessie Buckley como Mariche Loewen
- Judith Ivey como Agata
- Ben Whishaw como August Epp
- Frances McDormand como Scarface Janz
- Sheila McCarthy como Greta
- Michelle McLeod como Mejal
- Kate Hallett como Autje
- Liv McNeil como Nietje
- Emily Mitchell como Miep
- Kira Guloien como Anna
- Shayla Brown como Helena
- August Winter como Nettie/Melvin

## Producción
En diciembre de 2020, se informó que Frances McDormand protagonizaría la película, que sería escrita y dirigida por Sarah Polley. En junio de 2021, Ben Whishaw, Rooney Mara, Claire Foy, Jessie Buckley, Judith Ivey, Sheila McCarthy y Michelle McLeod se unieron al elenco de la película. Hildur Guðnadóttir compuso la partitura de la película.
La fotografía principal se llevó a cabo del 19 de julio al 10 de septiembre de 2021 en Toronto, con las precauciones de seguridad de COVID-19 implementadas.

## Recepción

### Crítica
En el sitio web del agregador de reseñas Rotten Tomatoes, la película tiene un índice de aprobación del 91 % basado en 88 reseñas de críticos, con una calificación promedio de 8.1/10. El consenso del sitio web recoge: "Aunque Women Talking a veces abandona el drama entretenido en favor de simplemente transmitir sus puntos; su mensaje es valioso y se transmite de manera efectiva". En Metacritic, la película tiene una puntuación media ponderada de 81 sobre 100 basada en 17 críticos, lo que indica "aclamación universal".

### Premios y nominaciones
Sarah Polley recibió en el Festival de Cine de Telluride la Medalla de Plata por su trayectoria. La compositora, Hildur Guðnadóttir, recogió un premio tributo a su trayectoria en el Festival Internacional de Cine de Toronto de 2022.
| Premio                                                            | Fecha de la ceremonia    | Categoría                                              | Nominado/a | Resultado    | Ref.   |
| ----------------------------------------------------------------- | ------------------------ | ------------------------------------------------------ | --- | ------------ | ------ |
| Alianza de Mujeres Periodistas de Cine                            | 5 de enero de 2023       | Mejor película                                         | Women Talking | Nominada     | [ 16 ] |
| Alianza de Mujeres Periodistas de Cine                            | 5 de enero de 2023       | Mejor director                                         | Sarah Polley | Ganadora     | [ 16 ] |
| Alianza de Mujeres Periodistas de Cine                            | 5 de enero de 2023       | Mejor directora                                        | Sarah Polley | Nominada     | [ 16 ] |
| Alianza de Mujeres Periodistas de Cine                            | 5 de enero de 2023       | Mejor actor de reparto                                 | Ben Whishaw | Nominado     | [ 16 ] |
| Alianza de Mujeres Periodistas de Cine                            | 5 de enero de 2023       | Mejor actriz de reparto                                | Jessie Buckley | Nominada     | [ 16 ] |
| Alianza de Mujeres Periodistas de Cine                            | 5 de enero de 2023       | Mejor guion adaptado                                   | Sarah Polley | Ganadora     | [ 16 ] |
| Alianza de Mujeres Periodistas de Cine                            | 5 de enero de 2023       | Mejor reparto - Director de casting                    | John Buchan y Jason Knight | Ganadores    | [ 16 ] |
| Alianza de Mujeres Periodistas de Cine                            | 5 de enero de 2023       | Mejor montaje                                          | Christopher Donaldson, Rosalyn Kallop | Nominados    | [ 16 ] |
| Alianza de Mujeres Periodistas de Cine                            | 5 de enero de 2023       | Mejor escritora                                        | Sarah Polley y Miriam Toews | Ganadores    | [ 16 ] |
| American Film Institute Awards                                    | 9 de diciembre de 2022   | Top 10 Películas del Año                               | Women Talking | Ganadora     | [ 17 ] |
| Asociación de Críticos de Cine de Austin                          | 10 de enero de 2023      | Mejor guion adaptado                                   | Sarah Polley y Miriam Toews | Pendiente    | [ 18 ] |
| Asociación de Críticos de Cine de Austin                          | 10 de enero de 2023      | Mejor reparto                                          | Women Talking | Pendiente    | [ 18 ] |
| Boston Society of Film Critics                                    | 11 de diciembre de 2022  | Mejor reparto                                          | Women Talking | Ganadora     | [ 19 ] |
| Asociación de Críticos de Cine de Chicago                         | 14 de diciembre de 2022  | Mejor director                                         | Sarah Polley | Nominada     | [ 20 ] |
| Asociación de Críticos de Cine de Chicago                         | 14 de diciembre de 2022  | Mejor guion adaptado                                   | Sarah Polley | Ganadora     | [ 20 ] |
| Premios de la Crítica Cinematográfica                             | 15 de enero de 2023      | Mejor película                                         | Women Talking | Nominada     | [ 21 ] |
| Premios de la Crítica Cinematográfica                             | 15 de enero de 2023      | Mejor director                                         | Sarah Polley | Nominada     | [ 21 ] |
| Premios de la Crítica Cinematográfica                             | 15 de enero de 2023      | Mejor actriz de reparto                                | Jessie Buckley | Nominada     | [ 21 ] |
| Premios de la Crítica Cinematográfica                             | 15 de enero de 2023      | Mejor reparto                                          | Women Talking | Nominada     | [ 21 ] |
| Premios de la Crítica Cinematográfica                             | 15 de enero de 2023      | Mejor guion adaptado                                   | Sarah Polley | Ganadora     | [ 21 ] |
| Premios de la Crítica Cinematográfica                             | 15 de enero de 2023      | Mejor compositor de banda sonora                       | Hildur Guðnadóttir | Nominada     | [ 21 ] |
| Asociación de Críticos de Cine de Dallas-Fort Worth               | 19 de diciembre de 2022  | Mejor película                                         | Women Talking | Sexto lugar  | [ 22 ] |
| Asociación de Críticos de Cine de Dallas-Fort Worth               | 19 de diciembre de 2022  | Mejor director                                         | Sarah Polley | Quinto lugar | [ 22 ] |
| Asociación de Críticos de Cine de Dallas-Fort Worth               | 19 de diciembre de 2022  | Mejor actor de reparto                                 | Ben Whishaw | Quinto lugar | [ 22 ] |
| Asociación de Críticos de Cine de Dallas-Fort Worth               | 19 de diciembre de 2022  | Mejor actriz de reparto                                | Jessie Buckley | Cuarto lugar | [ 22 ] |
| Florida Film Critics Circle                                       | 22 de diciembre de 2022  | Mejor actriz de reparto                                | Jessie Buckley | Ganadora     | [ 23 ] |
| Florida Film Critics Circle                                       | 22 de diciembre de 2022  | Mejor guion adaptado                                   | Sarah Polley | Ganadora     | [ 23 ] |
| Georgia Film Critics Association                                  | 13 de enero de 2023      | Mejor guion adaptado                                   | Sarah Polley, Miriam Toews | Pendiente    | [ 24 ] |
| Georgia Film Critics Association                                  | 13 de enero de 2023      | Mejor reparto                                          | Women Talking | Pendiente    | [ 24 ] |
| Premios Globo de Oro                                              | 10 de enero de 2023      | Mejor guion                                            | Sarah Polley | Nominada     | [ 25 ] |
| Premios Globo de Oro                                              | 10 de enero de 2023      | Mejor banda sonora                                     | Hildur Guðnadóttir | Nominada     | [ 25 ] |
| Premios Gotham                                                    | 28 de noviembre de 2022  | Mejor actuación de reparto                             | Jessie Buckley | Nominada     | [ 26 ] |
| Premios Gotham                                                    | 28 de noviembre de 2022  | Mejor actuación de reparto                             | Ben Whishaw | Nominado     | [ 26 ] |
| Premios Gotham                                                    | 28 de noviembre de 2022  | Mejor guion                                            | Sarah Polley | Nominada     | [ 26 ] |
| Asociación de Críticos de Hollywood                               | 24 de febrero de 2023    | Mejor película                                         | Women Talking | Pendiente    | [ 27 ] |
| Asociación de Críticos de Hollywood                               | 24 de febrero de 2023    | Mejor director                                         | Sarah Polley | Pendiente    | [ 27 ] |
| Asociación de Críticos de Hollywood                               | 24 de febrero de 2023    | Mejor actor de reparto                                 | Ben Whishaw | Pendiente    | [ 27 ] |
| Asociación de Críticos de Hollywood                               | 24 de febrero de 2023    | Mejor guion adaptado                                   | Sarah Polley | Pendiente    | [ 27 ] |
| Asociación de Críticos de Hollywood                               | 24 de febrero de 2023    | Mejor reparto                                          | Women Talking | Pendiente    | [ 27 ] |
| Hollywood Critics Association Creative Arts Awards                | 17 de febrero de 2023    | Mejor director de casting                              | John Buchan y Jason Knight | Pendiente    | [ 28 ] |
| Hollywood Critics Association Creative Arts Awards                | 17 de febrero de 2023    | Mejor banda sonora                                     | Hildur Guðnadóttir | Pendiente    | [ 28 ] |
| Hollywood Music in Media Awards                                   | 16 de noviembre de 2022  | Mejor banda sonora en una película                     | Hildur Guðnadóttir | Nominado     | [ 29 ] |
| Premios Independent Spirit                                        | 4 de marzo de 2023       | Mejor película                                         | Dede Gardner, Jeremy Kleiner, Frances McDormand | Nominada     | [ 30 ] |
| Premios Independent Spirit                                        | 4 de marzo de 2023       | Mejor director                                         | Sarah Polley | Nominada     | [ 30 ] |
| Premios Independent Spirit                                        | 4 de marzo de 2023       | Mejor guion                                            | Sarah Polley | Nominada     | [ 30 ] |
| Premios Independent Spirit                                        | 4 de marzo de 2023       | Premio Robert Altman                                   | Sarah Polley, John Buchan, Jason Knight, Shayla Brown, Jessie Buckley, Claire Foy, Kira Guloien, Kate Hallett, Judith Ivey, Rooney Mara, Sheila McCarthy, Frances McDormand, Michelle McLeod, Liv McNeil, Ben Whishaw, August Winter | Ganadores    | [ 30 ] |
| London Film Critics' Circle                                       | 5 de febrero de 2023     | Mejor actor británico/irlandés (por cuerpo de trabajo) | Jessie Buckley | Pendiente    | [ 31 ] |
| Asociación de Críticos de Cine de Los Ángeles                     | 11 de diciembre de 2022  | Mejor actuación de reparto                             | Jessie Buckley | Finalista    | [ 32 ] |
| Mill Valley Film Festival                                         | 18 de octubre de 2022    | Premio Mind the Gap                                    | Women Talking | Ganadora     | [ 33 ] |
| National Board of Review                                          | 8 de diciembre de 2022   | Top 10 Películas más Destacadas                        | Women Talking | Ganadora     | [ 34 ] |
| National Board of Review                                          | 8 de diciembre de 2022   | Mejor reparto                                          | Women Talking | Ganadora     | [ 34 ] |
| San Diego Film Critics Society                                    | 6 de enero de 2023       | Mejor guion adaptado                                   | Sarah Polley y Miriam Toews | Finalista    | [ 35 ] |
| San Diego Film Critics Society                                    | 6 de enero de 2023       | Mejor artista revelación                               | Jessie Buckley | Nominada     | [ 35 ] |
| San Diego Film Critics Society                                    | 6 de enero de 2023       | Mejor reparto                                          | Women Talking | Finalista    | [ 35 ] |
| Círculo de Críticos de Cine del Área de la Bahía de San Francisco | 9 de enero de 2023       | Mejor película                                         | Women Talking | Nominada     | [ 36 ] |
| Círculo de Críticos de Cine del Área de la Bahía de San Francisco | 9 de enero de 2023       | Mejor director                                         | Sarah Polley | Nominada     | [ 36 ] |
| Círculo de Críticos de Cine del Área de la Bahía de San Francisco | 9 de enero de 2023       | Mejor actor de reparto                                 | Ben Whishaw | Nominado     | [ 36 ] |
| Círculo de Críticos de Cine del Área de la Bahía de San Francisco | 9 de enero de 2023       | Mejor actriz de reparto                                | Claire Foy | Nominada     | [ 36 ] |
| Círculo de Críticos de Cine del Área de la Bahía de San Francisco | 9 de enero de 2023       | Mejor guion adaptado                                   | Sarah Polley | Ganadora     | [ 36 ] |
| Círculo de Críticos de Cine del Área de la Bahía de San Francisco | 9 de enero de 2023       | Mejor banda sonora                                     | Hildur Guðnadóttir | Ganador      | [ 36 ] |
| Premios Satellite                                                 | 11 de febrero de 2023    | Mejor película - Drama                                 | Women Talking | Pendiente    | [ 37 ] |
| Premios Satellite                                                 | 11 de febrero de 2023    | Mejor director                                         | Sarah Polley | Pendiente    | [ 37 ] |
| Premios Satellite                                                 | 11 de febrero de 2023    | Mejor actor de reparto                                 | Ben Whishaw | Pendiente    | [ 37 ] |
| Premios Satellite                                                 | 11 de febrero de 2023    | Mejor actriz de reparto                                | Claire Foy | Pendiente    | [ 37 ] |
| Premios Satellite                                                 | 11 de febrero de 2023    | Mejor guion adaptado                                   | Sarah Polley | Pendiente    | [ 37 ] |
| Premios Satellite                                                 | 11 de febrero de 2023    | Mejor banda sonora                                     | Hildur Guðnadóttir | Pendiente    | [ 37 ] |
| Asociación de Críticos de Cine de San Luis                        | 18 de diciembre de 2022  | Mejor película                                         | Women Talking | Nominada     | [ 38 ] |
| Asociación de Críticos de Cine de San Luis                        | 18 de diciembre de 2022  | Mejor director                                         | Sarah Polley | Ganadora     | [ 38 ] |
| Asociación de Críticos de Cine de San Luis                        | 18 de diciembre de 2022  | Mejor actor de reparto                                 | Ben Whishaw | Nominado     | [ 38 ] |
| Asociación de Críticos de Cine de San Luis                        | 18 de diciembre de 2022  | Mejor actriz de reparto                                | Claire Foy | Nominada     | [ 38 ] |
| Asociación de Críticos de Cine de San Luis                        | 18 de diciembre de 2022  | Mejor guion adaptado                                   | Sarah Polley y Miriam Toews | Nominados    | [ 38 ] |
| Asociación de Críticos de Cine de San Luis                        | 18 de diciembre de 2022  | Mejor fotografía                                       | Luc Montpellier | Nominado     | [ 38 ] |
| Asociación de Críticos de Cine de San Luis                        | 18 de diciembre de 2022  | Mejor banda sonora                                     | Hildur Guðnadóttir | Ganador      | [ 38 ] |
| Asociación de Críticos de Cine de San Luis                        | 18 de diciembre de 2022  | Mejor reparto                                          | Women Talking | Ganadora     | [ 38 ] |
| Toronto Film Critics Association                                  | 8 de enero de 2022       | Mejor película                                         | Women Talking | Finalista    | [ 39 ] |
| Toronto Film Critics Association                                  | 8 de enero de 2022       | Mejor director                                         | Sarah Polley | Finalista    | [ 39 ] |
| Toronto Film Critics Association                                  | 8 de enero de 2022       | Mejor actriz de reparto                                | Jessie Buckley | Finalista    | [ 39 ] |
| Toronto Film Critics Association                                  | 8 de enero de 2022       | Mejor guion                                            | Sarah Polley | Finalista    | [ 39 ] |
| Festival Internacional de Cine de Toronto                         | 18 de septiembre de 2022 | People's Choice Award                                  | Women Talking | Finalista    | [ 40 ] |
| Washington D. C. Area Film Critics Association                    | 12 de diciembre de 2022  | Mejor director                                         | Sarah Polley | Nominada     | [ 41 ] |
| Washington D. C. Area Film Critics Association                    | 12 de diciembre de 2022  | Mejor actor de reparto                                 | Ben Whishaw | Nominado     | [ 41 ] |
| Washington D. C. Area Film Critics Association                    | 12 de diciembre de 2022  | Mejor guion adaptado                                   | Sarah Polley | Nominada     | [ 41 ] |
| Washington D. C. Area Film Critics Association                    | 12 de diciembre de 2022  | Mejor banda sonora                                     | Hildur Guðnadóttir | Nominado     | [ 41 ] |
| Washington D. C. Area Film Critics Association                    | 12 de diciembre de 2022  | Mejor reparto                                          | Women Talking | Nominada     | [ 41 ] |
| Windsor International Film Festival                               | 7 de noviembre de 2022   | People's Choice Award                                  | Women Talking | Ganadora     | [ 42 ] |
| Premios Óscar                                                     | 12 de marzo de 2023      | Mejor película                                         | Dede Gardner, Jeremy Kleiner y Frances Mcdonard | Nominada     | [ 43 ] |
| Premios Óscar                                                     | 12 de marzo de 2023      | Mejor guion adaptado                                   | Sarah Polley | Ganador      | [ 43 ] |